# Donji Fodrovec
Donji Fodrovec – wieś w Chorwacji, w żupanii kopriwnicko-kriżewczyńskiej, w gminie Sveti Petar Orehovec. W 2011 roku liczyła 175 mieszkańców.